# Pallavolo ai XX Giochi centramericani e caraibici - Torneo maschile
Il torneo maschile di pallavolo ai XIX Giochi centramericani e caraibici  si svolse dal 24 al 29 luglio 2006 a Cartagena de Indias, in Colombia, durante i XX Giochi centramericani e caraibici. Al torneo parteciparono 8 squadre nazionali nordamericane e sudamericane e la vittoria finale andò per la terza volta a Porto Rico.

## Squadre partecipanti
- Barbados
- Colombia
- Cuba
- Messico
- Porto Rico
- Rep. Dominicana
- Trinidad e Tobago
- Venezuela

## Gironi
| Gruppo A                                       | Gruppo B                               |
| ---------------------------------------------- | -------------------------------------- |
| Cuba Messico Rep. Dominicana Trinidad e Tobago | Barbados Colombia Porto Rico Venezuela |

## Fase finale

### Finali 1º e 3º posto
|  | Quarti          | Quarti          |            |                 | Semifinali         | Semifinali         |  |  | Finale 1º/2º posto | Finale 1º/2º posto |
|  |                 |                 |            |                 |                    |                    |  |  |                    |                    |
|  |                 |                 |            |                 |                    |                    |  |  |                    |                    |
|  |                 |                 |            |                 |                    |                    |  |  |                    |                    |
|  | Venezuela       | 3               |            |                 |                    |                    |  |  |                    |                    |
|  | Venezuela       | 3               |            |                 |                    |                    |  |  |                    |                    |
|  | Messico         | 0               |            |                 |                    |                    |  |  |                    |                    |
|  | Messico         | 0               | Cuba       | 3               |                    |                    |  |  |                    |                    |
|  |                 |                 | Cuba       | 3               |                    |                    |  |  |                    |                    |
|  |                 | Venezuela       | 0          |                 |                    |                    |  |  |                    |                    |
|  | -               | Venezuela       | 0          | -               |                    |                    |  |  |                    |                    |
|  | -               |                 |            | -               |                    |                    |  |  |                    |                    |
|  | -               | -               |            |                 |                    |                    |  |  |                    |                    |
|  | -               | -               | Cuba       | 0               |                    |                    |  |  |                    |                    |
|  |                 |                 | Cuba       | 0               |                    |                    |  |  |                    |                    |
|  |                 | Porto Rico      | 3          |                 |                    |                    |  |  |                    |                    |
|  | Rep. Dominicana | Porto Rico      | 3          | 3               |                    |                    |  |  |                    |                    |
|  | Rep. Dominicana |                 |            | 3               |                    |                    |  |  |                    |                    |
|  | Colombia        | 0               |            |                 |                    |                    |  |  |                    |                    |
|  | Colombia        | 0               | Porto Rico | 3               | Finale 3º/4º posto | Finale 3º/4º posto |  |  |                    |                    |
|  |                 |                 | Porto Rico | 3               | Finale 3º/4º posto | Finale 3º/4º posto |  |  |                    |                    |
|  |                 | Rep. Dominicana | 0          |                 |                    |                    |  |  |                    |                    |
|  | -               | Rep. Dominicana | 0          | -               | Venezuela          | 3                  |  |  |                    |                    |
|  | -               |                 |            | -               | Venezuela          | 3                  |  |  |                    |                    |
|  | -               | -               |            | Rep. Dominicana | 2                  |                    |  |  |                    |                    |
|  | -               | -               |            |                 | 2                  |                    |  |  |                    |                    |
|  |                 |                 |            |                 |                    |                    |  |  |                    |                    |
|  |                 |                 |            |                 |                    |                    |  |  |                    |                    |

## Podio

### Campione
Formazione: 1 José Rivera, 2 Gregory Berríos, 4 Víctor Rivera, 6 Ángel Pérez, 9 Luis Rodríguez, 10 Víctor Bird, 11 Roberto Muñiz, 12 Héctor Soto, 13 Alexis Matías, 14 Fernando Morales, 16 Enrique Escalante, 19 Edwin Aquino, CT: Carlos Cardona

### Secondo posto
Formazione: 1 Raidel Poey, 2 Tomás Aldazabal, 3 Jorge Sánchez, 4 Yasser Portuondo, 5 Yoandry Diaz, 6 Pavel Pimienta, 7 Michael Sánchez, 8 Henry Bell, 9 Roberlandy Simón, 10 Oreol Camejo, 11 Odelvis Dominico, CT: Orlando Samuels

### Terzo posto
Formazione: 1 Ismel Ramos, 2 Luis Infante, 3 Carlos Luna, 4 Luis Díaz, 5 Enderwuin Herrera, 6 Renzo Sanchez, 7 Carlos Tejada, 8 Iván Márquez, 9 Thomas Ereu, 10 Francisco Soteldo, 11 Juan Blanco, 12 Fredy Cedeño, CT: ?

## Classifica finale
| Classifica | Squadre           |
| ---------- | ----------------- |
|            | Porto Rico        |
|            | Cuba              |
|            | Venezuela         |
| 4          | Rep. Dominicana   |
| 5          | Messico           |
| 6          | Colombia          |
| 7          | Trinidad e Tobago |
| 8          | Barbados          |